# Saksträsket
Saksträsket är en sjö i Sorsele kommun i Lappland och ingår i Umeälvens huvudavrinningsområde. Sjön har en area på 0,734 kvadratkilometer och ligger 682 meter över havet. Saksträsket ligger i Vindelfjällen Natura 2000-område. Sjön avvattnas av vattendraget Saksbäcken.

## Delavrinningsområde
Saksträsket ingår i det delavrinningsområde (728981-151370) som SMHI kallar för Utloppet av Saksträsket. Medelhöjden är 740 meter över havet och ytan är 3,85 kvadratkilometer. Det finns ett avrinningsområde uppströms, och räknas det in blir den ackumulerade arean 34,67 kvadratkilometer. Saksbäcken som avvattnar avrinningsområdet har biflödesordning 3, vilket innebär att vattnet flödar genom totalt 3 vattendrag innan det når havet efter 357 kilometer. Avrinningsområdet består mestadels av skog (42 procent), sankmarker (24 procent) och kalfjäll (15 procent). Avrinningsområdet har 0,74 kvadratkilometer vattenytor vilket ger det en sjöprocent på 19,1 procent.